# Lugait
Lugait  es un municipio filipino de segunda categoría, situado en la parte sudeste de la isla de Mindanao. Forma parte de  la provincia de Misamis Oriental situada en la Región Administrativa de Mindanao del Norte en cebuano Amihanang Mindanaw, también denominada Región X. 
Para las elecciones está encuadrado en el Segundo Distrito Electoral.

## Barrios
El municipio  de Lugait se divide, a los efectos administrativos, en 8 barangayes o barrios, conforme a la siguiente relación:
| - Aya-aya - Betahón | - Biga - Calangahán | - Kaluknayan - Talacogón de Abajo (Lower Talacogon) | - Población - Talacogón de Arriba (Upper Talacogon) |

## Historia
La provincia de Misamis, creada en 1818, formaba parte de la Capitanía General de Filipinas (1520-1898). Estaba dividida en cuatro partidos, el Partido de Misamis comprendía los fuertes de Misamis y de Iligán además de Luculán e Initao.

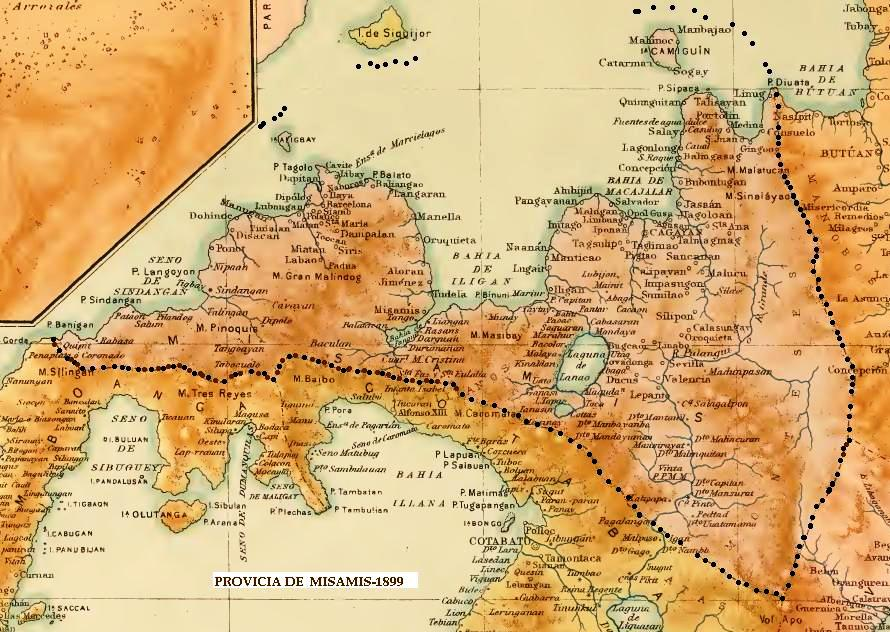
El Distrito 2º de Misamis en 1899.

A finales del siglo XX la isla de Mindanao se hallaba dividida en siete distritos o provincias, uno de los cuales era el Distrito 2º de Misamis, su capital era la villa de Cagayán de Misamis y del mismo dependía la comandancia de Dapitan. Uno de sus pueblos era El Salvador poblado por  6,640 alamas, incluyendo sus visitas de Alubijid, Initao y Naauan.
A principios del siglo XX, durante la ocupación estadounidense de Filipinas, Initao fue uno de los 15 municipios que formaban la provincia de Misamis.
El 7 de febrero de 1949 fue creado el municipio de Manticao formado por los barrios de Manticao, Talabaán, Mambaya, Punta Silum y  Lugait, así como los  sitios de Taloca, Sambuyaan, Pagawan, Upper Malatong, Patag, Daan Manticao, Kalangahan, Mambuaya, Dimalosi, Olab, Taal, Talacogon, Macaw, Tigbao, Cabocabo, Zalimbal, Sisamon, Tamao, Laolao, Lagondogon, Ayaaya, Linabo, Padionga, Santo Nino, Paitan y Kaloknayan, hasta ahora pertenecientes al municipio de  Initao.
El 16 de marzo de 1961 los barrios de Lugait, Biga y Aya-Aya, con sus respectivos sitios, todos hasta ahora pertenecientes al municipio de  Manticao, forman el nuevo municipio de  Lugait.